# Çömlekçi, Talas
Çömlekçi là một xã thuộc quận Talas, tỉnh Kayseri, Thổ Nhĩ Kỳ. Dân số thời điểm năm 2008 là 953 người.